# Projektowanie wspomagane komputerowo

Projektowanie czołgu M1 w BRL-CAD na terminalu podłączonym do komputera PDP-11/70 ok. 1980 roku. Sam program BRL-CAD rozwijany m.in. dla Linuxa jest przykładem najstarszego wciąż rozwijanego oprogramowania z kodem źródłowym na zasadach open-source

Projektowanie wspomagane komputerowo (ang. Computer Aided Design, CAD) – zastosowanie sprzętu i oprogramowania komputerowego w projektowaniu, m.in. w architektury, części maszyn, układów elektrycznych czy mebli.
Znamienne dla CAD jest cyfrowe modelowanie geometryczne mające na celu opracowanie zapisu konstrukcji wyrobu (jednego obiektu technicznego lub ich układu). Definiowaną postać konstrukcyjną wyrobu tworzą jego cechy:
- wszystkie geometryczne,
- wszystkie dynamiczne,
- niektóre technologiczne (np. materiałowe).

Zbiór tych trzech rodzajów informacji stanowi zapis konstrukcji wyrobu (jego dokumentację konstrukcyjną).

## Zakres CAD
Do zakresu CAD można zaliczyć (jest to umowne – w technice nie istnieją sztywne granice określające co wchodzi w zakres CAD, a co już nie):
1. Komputerowe odwzorowanie konstrukcji, w tym:
  - modelowanie cyfrowe – tworzenie cyfrowej makiety wyrobu,
  - wykonywanie dokumentacji rysunkowej z modeli cyfrowych,
  - kreślenie – zastosowanie komputera jako rodzaju elektronicznej deski kreślarskiej – CADD.
2. Opracowywanie i zarządzanie bazami danych (elementów znormalizowanych, własności materiałowych itp.).
3. Symulacja, wizualizacja i animacja – CAID (cyfrowe prototypowanie, przygotowywanie ofertowych prezentacji fotorealistycznych itp.).

W CAD zazębiają się następujące obszary działalności inżynierskiej:
1. Optymalizacja konstrukcji i procesów (m.in. analizy kinematyczne, modelowanie przepływów itp.).
2. Wytrzymałościowe obliczenia inżynierskie (np. metodą elementów skończonych – MES).
3. Inżynieria odwrotna (ang. Reverse Engineering, RE) – skanowanie kształtów oraz struktury wewnętrznej obiektów oraz obróbka uzyskanych w ten sposób modeli cyfrowych.
4. Sieci neuronowe (algorytmy sztucznej inteligencji, w tym m.in. systemy ekspertowe – systemy doradcze wspomagające podejmowanie decyzji).
5. Edytory tekstów i arkusze kalkulacyjne w zastosowaniu do projektowania technicznego.

## Przykładowy proces CAD dla nowego obiektu
Typowy, wspomagany komputerowo, proces projektowania nowego obiektu może przebiegać następująco:
- uzgodnienie w zespole projektowym ogólnej koncepcji produktu (ewentualnie sporządzenie odręcznego szkicu); możliwe jest także zeskanowanie trójwymiarowej makiety wyrobu wykonanej przez specjalistę,
- wykonanie cyfrowego modelu głównego elementu projektowanego wyrobu (najczęściej jest to element o największych gabarytach: rama, korpus, obudowa itp.),
- wykonanie cyfrowej makiety wyrobu – uzupełnienie głównego elementu o znormalizowane części z bibliotek (np. łożyska, złącza itp.); zamodelowanie brakujących części,
- przeprowadzenie obliczeń wytrzymałościowych wybranych elementów, analiza poprawności funkcjonowania (analiza kolizji), dobór materiałów na poszczególne podzespoły oraz ocena strony wizualnej, ergonomii; na tym etapie złożenie może zostać przedstawione w formie prezentacji multimedialnej (np. w formacie jt, WAF, DXF lub avi) lub może zostać wykonany model 3D technikami rapid prototyping (szybkie prototypowanie),
- wykonanie prototypu,
- wykonanie dokumentacji wymaganej przepisami prawa (np. instrukcji użytkowania, analizy ryzyka, sprawozdania z badań itp.),
- dokonanie ewentualnych poprawek i zmian w projekcie, oszacowanie kosztów wykonania,
- sporządzenie BOM (ang. Bill of Materials),
- wykonanie rysunków poszczególnych części lub opracowanie instrukcji dla obrabiarek CNC,
- wykonanie instrukcji montażu (w tym przygotowanie widoków eksplodujących (ang. exploded view)),
- wykonanie ostatecznej prezentacji multimedialnej produktu do celów marketingowych.

Dzięki CAD inżynierowie mają łatwiejszy dostęp do zasobów wiedzy, bibliotek, know-how firmy, opracowań normatywnych, przepisów prawnych i dyrektyw obowiązujących w konkretnej gałęzi przemysłu. Mogą pracować w większych zespołach nad jednym projektem (członkowie zespołu mogą być rozproszeni geograficznie). Jest to możliwe dzięki wykorzystaniu w procesie projektowania inżynierskich baz danych, w środowiskach sieciowych.